# Gum Wall

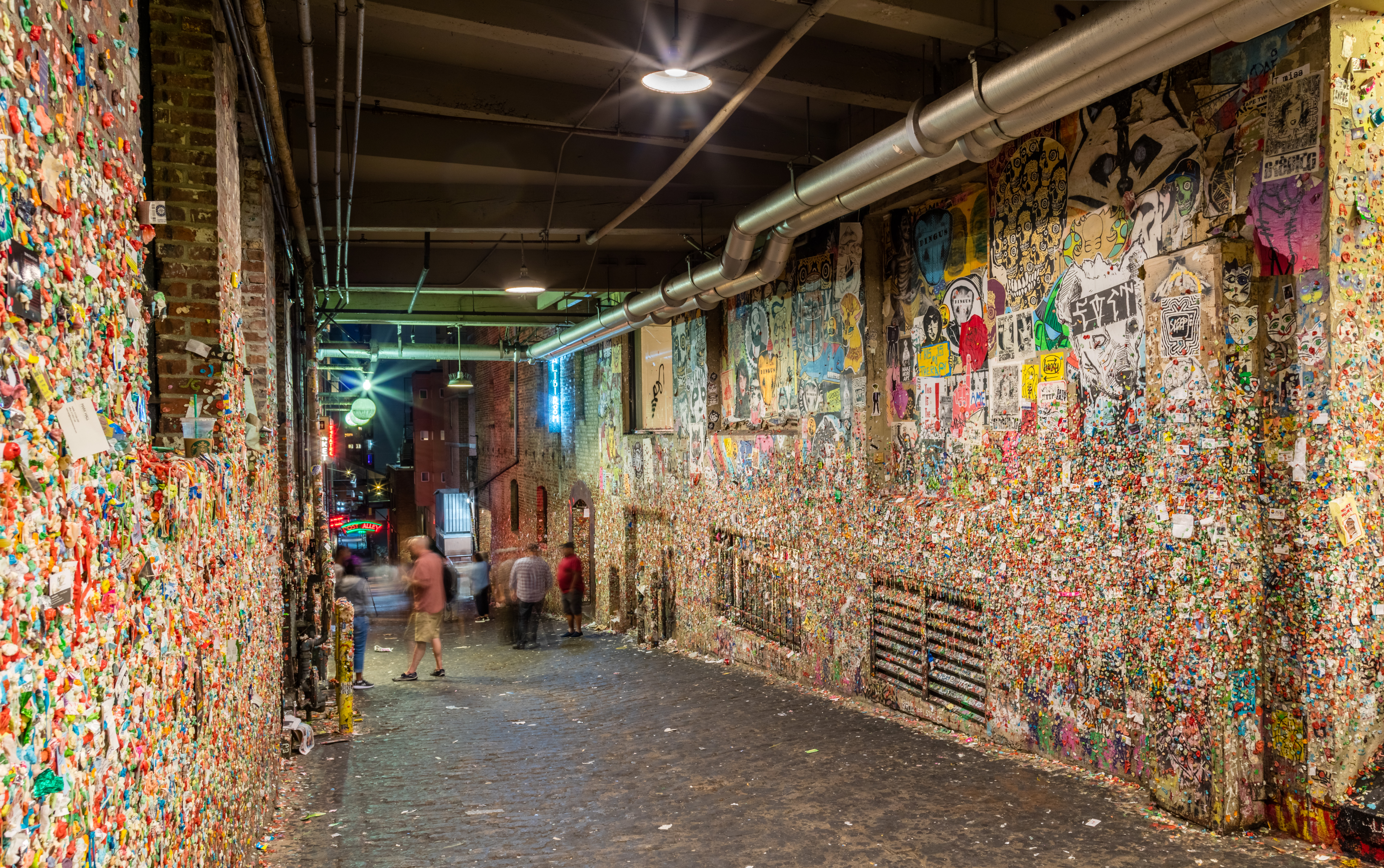
Die Gum Wall in Seattle (links) im Jahr 2017 – mittlerweile ist auch die gegenüberliegende Hauswand beklebt

Als Gum Wall (deutsch: „Gummiwand“) wird eine Hauswand in Seattle in den Vereinigten Staaten bezeichnet, an die Tausende von Kaugummis geklebt wurden. Die zu einem Theater gehörende Wand in der 1428 Post Alley ist eine der meistbesuchten Touristenattraktionen in Seattle.

## Geschichte
Die Gum Wall liegt an einer an dieser Stelle überdachten, natursteingepflasterten Fußgängergasse am Zugang zum historischen Pike Place Market in Seattle Downtown. Hier befindet sich das Market Theatre, das von dem Schauspielunternehmen Unexpected Productions bespielt wird. Anfang der 1990er Jahre begannen wartende Gäste beim Eingang des Theaters, ihre ausgekauten Kaugummis an die Wand zu kleben. Zunächst wurden mit den Gummis auch Münzen an die Wand geheftet, ähnlich einem Wunschbrunnen. Bereits 1995 war die Theaterwand auf einer Länge von 16½ Metern bis zu 2½ Meter hoch mit Kaugummis und Münzen beklebt; in dem Jahr wurde ein Großteil der Münzen entfernt, seitdem werden nur noch Kaugummis, manchmal mit kleinen Zetteln versehen, geklebt. In den 1990er Jahren ließ der Gebäudebesitzer die Wand wiederholt reinigen, etwa seit 1999 wird sie aber als improvisiertes Kunstprojekt und vom Pike-Market-Management als erhaltenswert eingestuft. Im Jahr 2009 diente die Wand als Filmkulisse – Jennifer Aniston und Aaron Eckhart passierten sie im Film Love Happens auf einem Spaziergang.
2015 entschieden Behörden, die Wand erstmals seit 18 Jahren zu reinigen. Als Begründung wurde auf den Zuckergehalt und andere Inhaltsstoffe der Kaugummis verwiesen, die die Substanz der historischen Ziegelwand schädigen. Eine Gesundheitsgefahr bestand nicht, da die Wand mit den Kaugummis regelmäßig mit heißem Dampf desinfiziert wurde. Bereits die Ankündigung der Reinigungsaktion führte weltweit zu Medienberichten; es kam zu Protesten vor Ort. Das Pike-Market-Management rief Marktbesucher dazu auf, vor der Reinigungsaktion noch einmal Fotos der Wand zu machen, und lobte einen entsprechenden Wettbewerb (The Gum Wall Snap!) aus. Die rund 4000 USD teure Reinigungsaktion wurde an mehreren Tagen im November 2015 durchgeführt. Rund eine Million Kaugummis wurden mit Hilfe von 137 Grad heißem Wasserdampf von der Wand gelöst. Nach 130 Stunden Arbeit der Cascadian Building Maintenance war die bis zu 15 Zentimeter dick beklebte Ziegelwand gereinigt, knapp 100 Eimer Kaugummimasse mit einem Gesamtgewicht von 907 Kilogramm waren entfernt worden. Nach Versiegelung der Wand wurde sie von Touristen sofort wieder beklebt.

## Bedeutung
Die Gum Wall wird als interaktives, öffentliches Kunstprojekt beschrieben. Sie wurde 1999 von der Stadt zur Touristenattraktion deklariert und ist mittlerweile in allen Stadtführern und auf Tourismuswebsites vermerkt. Die Mauer gehört zu den meistfotografierten Sehenswürdigkeiten in Seattle; sie ist besonders für Selfies sehr beliebt, bis zum November 2015 wurde sie mehr als 80.000-mal auf Instagram getaggt.
Crosscut.com bezeichnete die Wand als die „ekelhafteste Sehenswürdigkeit in Seattle“, eine Einschätzung, die von vielen Medien bestätigt wird – so fragte Axel Springers Travelbook, ob die Wand die ekligste Sehenswürdigkeit der Welt sei. Ebenso titelte The Sun: Is this the most disgusting tourist attraction in the world? Im Jahr 2009 wurde die Gum Wall in einem Ranking von TripAdvisor zu den „fünf weltweit unhygienischsten Touristenattraktionen“ gezählt.
Euronews stellte dazu fest:

„[Auch] 30 Jahre nach der Entstehung erfreut und ekelt die Gum Wall gleichermaßen.“

In der Stadt San Luis Obispo in Kalifornien gibt es die weniger bekannte, aber ältere Bubblegum Alley (deutsch: „Kaugummi-Gasse“), deren Seitenwände auf einer Länge von 20 Metern ebenfalls mit Kaugummis beklebt sind.

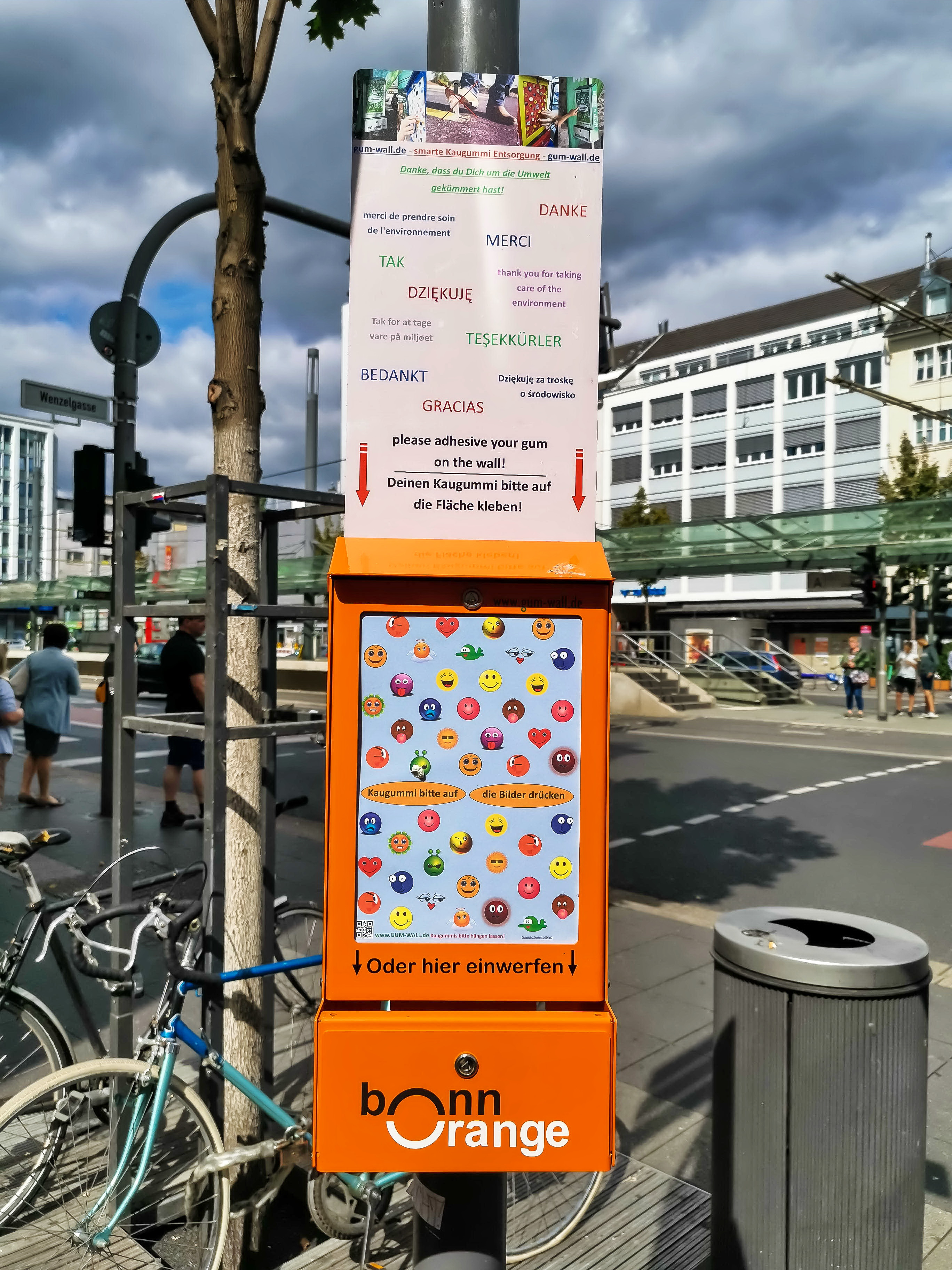
Eine Gum Wall am Bertha-von-Suttner-Platz in Bonn

## Gum Walls als Kaugummi-Sammelkästen
Der Ausdruck Gum Wall wird in Deutschland als Bezeichnung für an Pfeilern befestigte, flache Metallkästen genutzt, die zum Aufkleben und damit Sammeln durchgekauter Kaugummis genutzt werden, um so die Kosten der Entfernung von auf Straßenbelag festgetretenen Gummis zu reduzieren. Die deutschen Kommunen müssten nach Hochrechnungen der Firma des Erfinders für die Kaugummi-Entsorgung jährlich Millionenbeträge aufbringen. Solche Objekte wurden unter anderem bereits in Berlin, Bonn, Frankfurt am Main, Heidelberg und Stuttgart aufgestellt. Auch in englischen Städten werden an Pfosten befestigte flache Kästen zum Sammeln genutzter Kaugummis benutzt.